# Ґреґ Елліс
Ґрег Елліс (англ. Greg Ellis; нар. ?) — американський ударник, член таких музичних гуртів як «Juno Reactor» та «Biomusique».
Елліс працював із різними музикантами, такими як Бек Гансен та Біллі Айдол. Разом з іранською співачкою Азам Алі створив гурт VAS. У 2001 році створив свій перший альбом Kala Rupa. Співпрацював з барабанщиками з Індії, Японії, Ірану, Туреччини, країн Африки.
Його сумісні композиції з такими композиторами як Бен Уоткінс і Тайлер Бейтс можна почути у кінострічках Матриця: Перезавантаження, Матриця: Революція, Бійцівський клуб, Лара Крофт: Розкрадачка гробниць, Світанок мерців, Хроніки Нарнії, 300 спартанців тощо. Разом з Азам Алі та Тайлером Бейтсом заснував гурт Roseland.
Казав промову щодо музикотерапії на Світовій Конференції 2002 року у Оксфорді, Англія. Його концепції лікування за допомогою ритму барабанів надихнули його до створення у 2005 році аудіо-аптеки RhythmPharm (РитмФарм).